# غاري تومسون (لاعب كرة قدم)
غاري تومسون (بالإنجليزية: Garry Thompson)‏ (7 أكتوبر 1959 ببرمنغهام في المملكة المتحدة - ) هو مدرب كرة قدم ولاعب كرة قدم بريطاني في مركز الهجوم. شارك مع منتخب إنجلترا تحت 21 سنة لكرة القدم. أما مع النوادي، فقد لعب مع أستون فيلا وشيفيلد وينزداي وكارديف سيتي وكريستال بالاس وكوفنتري سيتي وكوينز بارك رينجرز ونادي نورثامبتون تاون ونادي واتفورد ووست بروميتش ألبيون.

## وصلات خارجية
- غاري تومسون على موقع قاعدة بيانات كرة القدم.إي يو (الإنجليزية)
- غاري تومسون على موقع Soccerbase.com (لاعب) (الإنجليزية)
- غاري تومسون على موقع Soccerbase.com (مدرب) (الإنجليزية)
- غاري تومسون على موقع عالم كرة القدم.نت (الإنجليزية)